# Luise Zahn
Luise Zahn, geborene Luise Bäuml, (* 22. November 1919 in Plauen; † 14. Juni 2004) war eine deutsche Politikerin der Sozialistischen Einheitspartei Deutschlands (SED) in der Sowjetischen Besatzungszone Deutschlands (SBZ) und der frühen Deutschen Demokratischen Republik (DDR). Sie war von 1946 bis 1950 Abgeordnete des Sächsischen Landtags und von 1949 bis 1954 der ersten Volkskammer.

## Leben
Bäuml, Tochter eines Schneiders, arbeitete nach der Volks- und Berufsschule von Juli 1934 bis Mai 1940 als Textilarbeiterin und anschließend bis 1943 als Bürohilfe in einem Zeitschriftenvertrieb in Plauen. Von Oktober 1943 bis April 1945 war sie als Karteiführerin in einem Rüstungsbetrieb in Plauen tätig. Nach 1933 leistete sie antifaschistische Widerstandsarbeit. 
Nach dem Ende des Zweiten Weltkriegs trat sie im Juli 1945 in die KPD ein und wurde 1946 Mitglied der FDJ und der SED. 1945/46 arbeitete sie als Angestellte der Stadtverwaltung Plauen und besuchte die Landesjugendschule in Sachsen. 1946 wurde Bäuml in den Sächsischen Landtag gewählt, dem sie bis 1950 angehörte. In dieser Funktion war sie auch Mitglied der Provisorischen Länderkammer der DDR. Zusätzlich war sie von 1946 bis 1949 Stadtverordnete und 1946/47 Mitglied der Kreisleitung der FDJ in Plauen. 1948/49 wirkte sie als Leiterin des Jugendamts Plauen.
1949 wurde Bäuml in die FDJ-Fraktion der Volkskammer gewählt und wurde im selben Jahr Abteilungsleiterin im FDJ-Landesverband Sachsen. Von September 1950 bis Februar 1951 war sie Sekretär der SED-Landesleitung Sachsen. 1951/52 studierte sie an der Parteihochschule der KPdSU in Moskau. Von April bis Juli 1952 war sie erneut Sekretär der SED-Landesleitung. Nach Bildung der Bezirke war sie von August 1952 bis Februar 1954 Zweiter Sekretär und von Februar 1954 bis Dezember 1954 Sekretär für Agitation und Propaganda der SED-Bezirksleitung Leipzig. Von 1952 bis 1954 war sie auch Abgeordnete des Bezirkstages Leipzig. 
Nach Ende ihres Mandates in der Volkskammer 1954 wurde Bäuml im Januar 1955 politische Mitarbeiterin, später stellvertretende Abteilungsleiterin beim Zentralkomitee (ZK) der SED und war Redakteurin der Zeitschrift Neuer Weg. Im November 1973 ging Bäuml aus gesundheitlichen Gründen in den vorzeitigen Ruhestand. Nach der Wende gehörte sie der PDS an.
Ihr Vater Johann Bäuml war KPD-Funktionär, von 1930 bis 1933 Stadtverordneter und nach 1945 Stadtrat in Plauen. Nach ihm war zu DDR-Zeiten eine Straße in Plauen benannt worden. Seit April 1956 war sie mit Kurt Zahn verheiratet.

## Auszeichnungen
- 1966 Clara-Zetkin-Medaille[2]
- 1971 Vaterländischer Verdienstorden in Bronze[3] und 1980 in Silber[4]